# Main Event der World Series of Poker 1990
Das Main Event der World Series of Poker 1990 war das Hauptturnier der 21. Austragung der Poker-Weltmeisterschaft in Las Vegas.

## Turnierstruktur
Das Hauptturnier der World Series of Poker in No Limit Hold’em startete am 14. Mai und endete mit dem Finaltisch am 17. Mai 1990. Ausgetragen wurde das Turnier im Binion’s Horseshoe in Las Vegas. Die insgesamt 194 Teilnehmer mussten ein Buy-in von je 10.000 US-Dollar zahlen, für sie gab es 36 bezahlte Plätze.

## Finaltisch
Der Finaltisch wurde am 17. Mai 1990 ausgespielt. Mit Mansour Matloubi siegte erstmals ein Nicht-Amerikaner beim Main Event. In der finalen Hand gewann er mit 6♥ 6♠ gegen Lund mit 4♦ 4♣.
| Platz | Herkunft               | Spieler          | Preisgeld (in $) |
| ----- | ---------------------- | ---------------- | ---------------- |
| 1     | Vereinigtes Konigreich | Mansour Matloubi | 835.000          |
| 2     | Vereinigte Staaten     | Hans Lund        | 334.000          |
| 3     | Vereinigte Staaten     | Dave Crunkleton  | 167.000          |
| 4     | Vereinigte Staaten     | Jim Ward         | 091.850          |
| 5     | Vereinigte Staaten     | Berry Johnston   | 075.150          |
| 6     | Vereinigte Staaten     | Al Krux          | 058.450          |